# Helene zu Mecklenburg-Strelitz

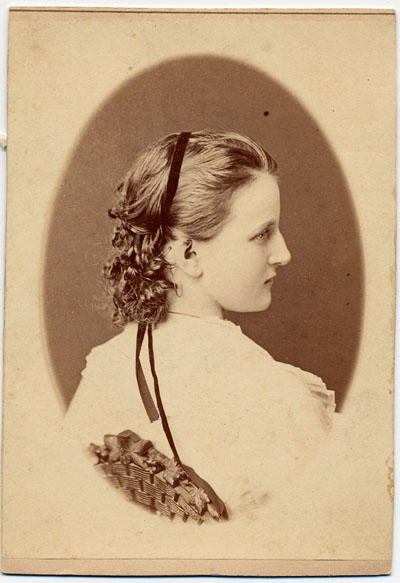
Helene zu Mecklenburg

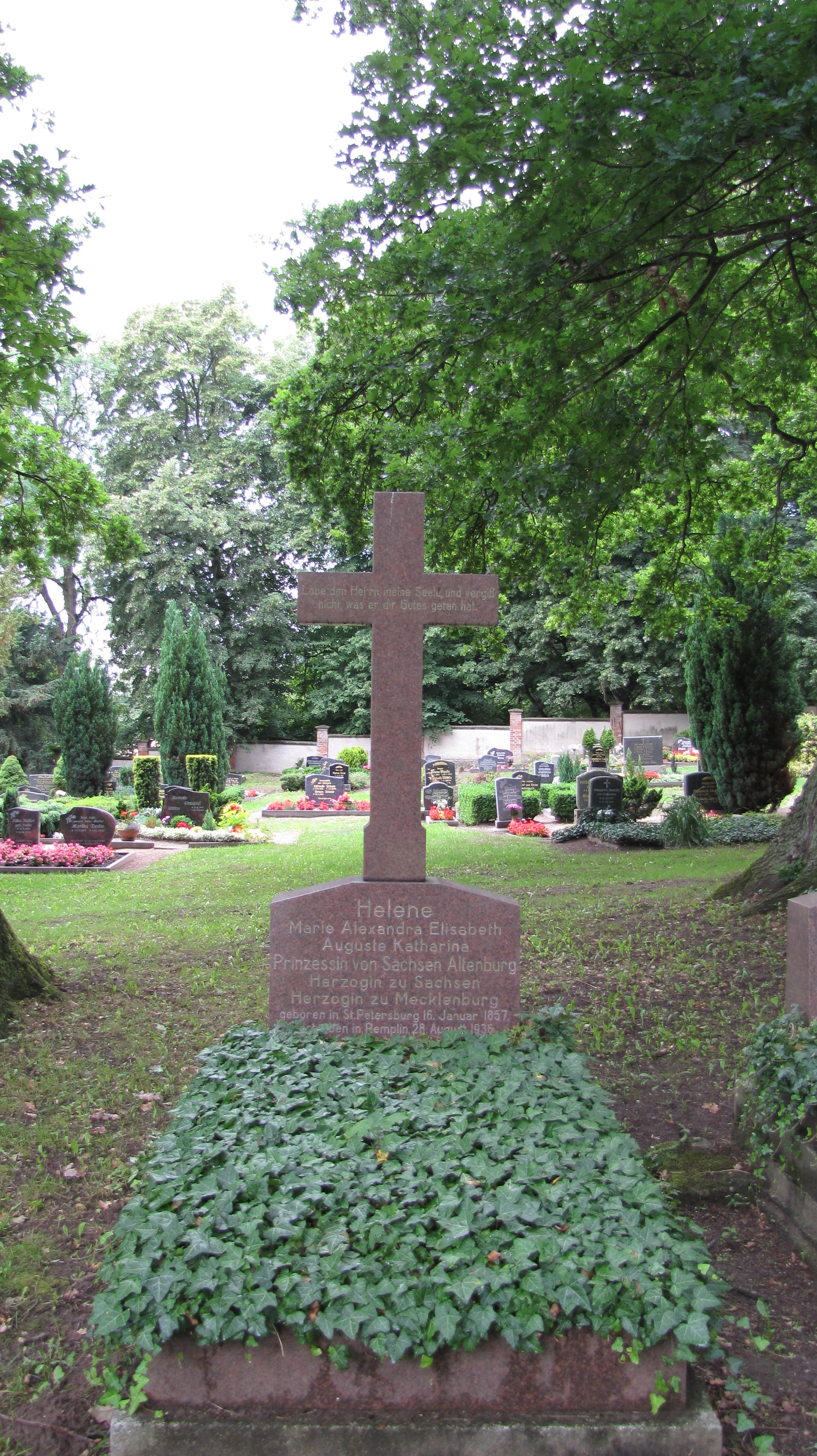
Grab Helenes auf dem Friedhof von Remplin

Helene, Herzogin zu Mecklenburg [-Strelitz], verheiratete Prinzessin von Sachsen-Altenburg, Herzogin zu Sachsen (* 4. Januarjul. / 16. Januar 1857greg. in Sankt Petersburg; † 28. August 1936 in Remplin; vollständiger Name Helene Marie Alexandra Elisabeth Auguste Katharina, Herzogin zu Mecklenburg) war ein Mitglied des russischen Zweiges des großherzoglichen Hauses Mecklenburg-Strelitz.

## Leben und Wirken
Helene war das zweite Kind und die einzige Tochter von Herzog Georg zu Mecklenburg [-Strelitz] (1824–1876) und dessen Frau, Großfürstin Katharina von Russland (1827–1894), der Tochter von Großfürst Michael Pawlowitsch Romanow und Enkelin von Zar Paul I. Ihre Brüder waren Herzog Georg Alexander und Herzog Carl Michael.
Am 13. Dezember 1891 heiratete sie auf Schloss Remplin Prinz Albert von Sachsen-Altenburg, den 14 Jahre älteren einzigen Sohn von Eduard von Sachsen-Altenburg. Für ihn war es die zweite Ehe, nachdem seine erste Frau Marie 1888 an Kindbettfieber gestorben war. Sie wurde die Stiefmutter seiner Töchter Olga Elisabeth (1886–1955), ⚭ 1913 Graf Carl Friedrich von Pückler-Burghauss, und Marie (1888–1947). Ihre erste Ehe mit Albert war kinderlos geblieben.
Das Paar lebte zunächst abwechselnd in Berlin und Sankt Petersburg und verließ 1896 Berlin ganz, was zeitgenössische Berichte auf Differenzen mit Kaiser Wilhelm II. zurückführten. Sie zogen auf das von Albert erworbene Gut Kuchelmiß mit Serrahn, wo er 1902 starb.
Helene ging nach Sankt Petersburg und lebte zusammen mit ihrem Bruder Carl Michael und der Familie ihres 1909 verstorbenen Bruders Georg Alexander. 1917 floh sie vor der Russischen Revolution zunächst in den Kaukasus und gelangte über Frankreich und Dänemark nach Remplin, das sie zunächst mit ihrem Neffen Georg Herzog zu Mecklenburg bewohnte. Ab 1930 wohnte auch ihr Bruder Carl Michael hier.
In der Mitte des Friedhofes von Remplin liegen die Gräber von Carl Michael Herzog zu Mecklenburg, der hier im Jahr 1934 beigesetzt worden war und seiner einzigen Schwester Helene Herzogin zu Mecklenburg. Sie war zwei Jahre nach ihm dort beerdigt word. Gemäß seinem Testament war es der letzte Wunsch des Herzogs, dass seine Gebeine und die seiner Schwester Helene nach dem Ende der Sowjetunion an seinem Geburtsort Oranienbaum (heute Lomonossow) überführt werden. Die Familie hat bereits Kontakt zur russischen Botschaft aufgenommen. Auch die russische Seite zeigt sich an einer Umbettung interessiert.
Ihre Privatbibliothek kam nach der Revolution in die Sammlung der Bibliothek der Russischen Akademie der Wissenschaften. 
Sie war Ordensdame des Russischen Ordens der Heiligen Katharina.